# Lajos Gyula

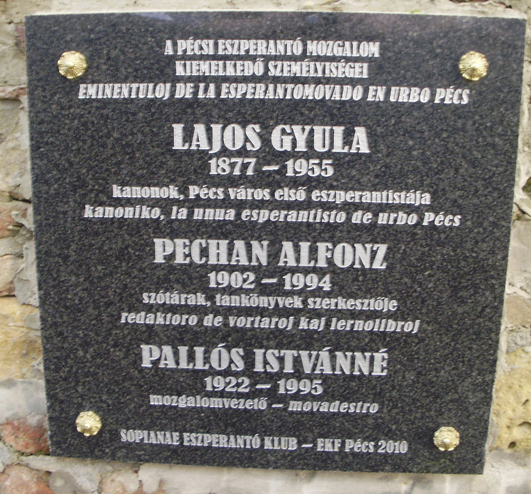
Emléktábla a pécsi Eszperantó Parkban

Lajos Gyula (Villány, 1877. április 1. – Pécs, 1955. március 29.) magyar katolikus pap, kanonok. Pécs egyik első eszperantistája.

## Életpályája
Teológiai tanulmányokat Pécsett, egyházzenei tanulmányokat Regensburgban folytatott. 1899-ben szentelték pappá. 1906-ban karnagyi képesítést szerzett Sombereken, és ebben az évben karnagyi oklevelet szerzett Regensburgban. 1900-tól Baranyabánban, 1902-től Tolnán volt káplán. 1905-től Pécsre helyezték káplánnak és a székesegyházi zeneiskola prefektusi, majd igazgatói teendőit látta el. 1938-tól a pécsi székesegyház plébánosa, kanonok.
1912-ben kapcsolódott be az eszperantó mozgalomba, eszperantó kongresszusokon celebrált misét és mondott szent beszédet eszperantó nyelven. A Magyar Országos Katolikus Eszperantó Egyesületben választmányi tagként (1928–36), majd társelnökként (1938–40) működött.

## Emlékezete
Pécsett a belvárosi plébánián 2001-ben alakították ki a Lajos Gyula Múzeumot, ahol a néhai kanonoknak, a város egyik első eszperantistájának állítottak emléket, és itt tartják az összejöveteleket. A klub könyvtárában mintegy 800 eszperantó nyelvű kötetet kínálnak olvasásra.
2010. május 24-én a pécsi Eszperantó Parkban avatták fel kétnyelvű (magyar–eszperantó) emléktábláját, két másik híres pécsi eszperantistával szerepel egy táblán, Pechan Alfonzzal és Pallós Istvánnéval.